# Eli Hirsch
Pour les articles homonymes, voir Hirsch.
Eli Hirsch est un philosophe américain, professeur à l'université Brandeis.
Il est surtout connu pour son travail en métaontologie. Créateur du concept d'« ontologie douce (en) », il est l'auteur d'une dizaine d'ouvrages tels que The Concept of Identity  (ISBN 978-0195074741) et Dividing Reality  (ISBN 978-0195111422).
Hirsch obtient un Ph.D. et un M.A. de l'université de New York et un B.A. du CUNY Brooklyn College.